# Petit-Chasseur
Le Petit-Chasseur est un site préhistorique situé dans la commune valaisanne de Sion, en Suisse.

## Description

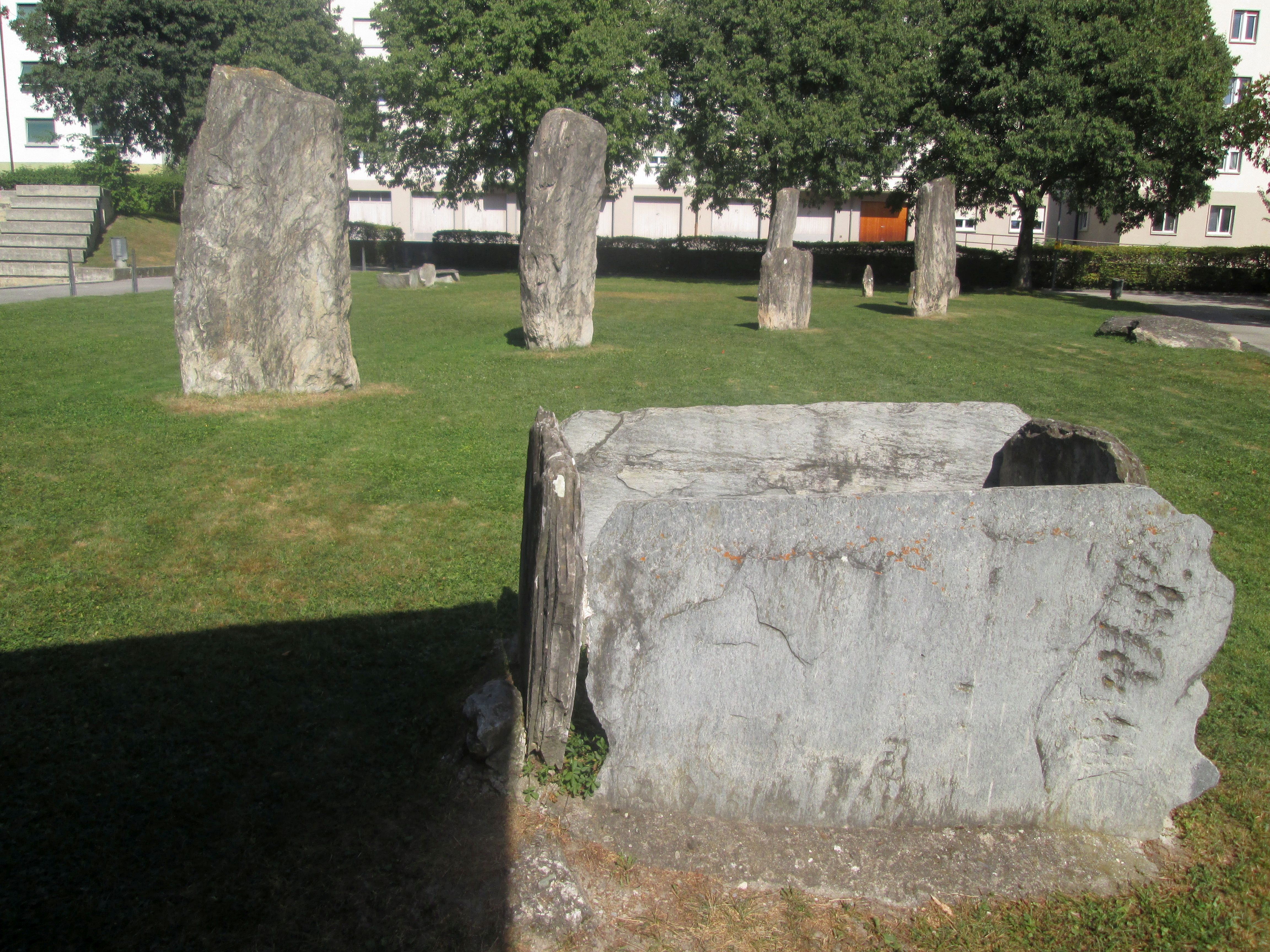
Vue partielle des menhirs du site.

Le site présente une succession d'occupations s'échelonnant du néolithique moyen jusqu'à l'époque romaine, soit l'une des séquences culturelles les plus complètes des Alpes. Au début du IIIe millénaire av. J.-C., une nécropole mégalithique est érigée et sera utilisée jusqu'au début de l'âge du bronze. Deux dolmens à soubassement triangulaire sont mis en valeur dans le quartier de St-Guérin et le mobilier extrait des fouilles, principalement des stèles anthropomorphes, conduiront à l'ouverture du musée d'archéologie en 1976 à la Grange-à-l'Évêque. La majorité des tombeaux ont été construits avec des matériaux d'anciennes stèles funéraires néolithiques retaillées.
Le site est inscrit comme bien culturel d'importance régionale.

## Historique des fouilles
En juillet 1961, lors de la pose d'une canalisation, des ouvriers découvrent deux cistes de grande dimension constituées de dalle gravées. Les travaux sont interrompus et le professeur Marc-Rodolphe Sauter, directeur du Département d'anthropologie de l'Université de Genève, qui fouille alors à Rarogne (Valais, Suisse), est appelé à venir constater les découvertes. Il situe dans un premier temps leurs origines au haut-moyen-âge, cependant la découverte de tessons de céramique décorés de motifs campaniformes retardent la datation de près de trois milliers d'années. Cinq chantiers se succèdent de 1962 à 2003 et révèlent des traces d'occupation du début du néolithique moyen à la fin de La Tène. Si la nécropole mégalithique, érigée aux environs de 3000 avant J.-C., marque l'apogée de l'utilisation du site, les archéologues ont également découvert la présence d'un hameau, voire d'un village, antérieur à la formation de celle-ci.